# Saint Augustine's Prayer Book
Il Saint Augustine's Prayer Book è un libro devozionale anglo-cattolico pubblicato dall'Ordine della Santa Croce, un ordine monastico anglicano.

## Contenuti
1. I doveri del Cristiano
  1. Tempi liturgici e Giorni Sacri
  2. Istruzioni basilari
  3. Forme comuni di preghiera
2. Preghiere quotidiane
  1. Forme brevi per la preghiera quotidiana
  2. Varie preghiere
  3. Intercessioni
  4. Ringraziamenti ai pasti
  5. Per gli ammalati
  6. Ringraziamenti
  7. Dossologia
3. Sacramento della penitenza
  1. Contrizione, confessione e ammenda
  2. I Salmi penitenziali
  3. Preparazione per la confessione: l'esame di coscienza
  4. Confessione
4. La Santa Eucaristia
  1. Preghiere e devozioni per la preparazione alla Comunione
  2. Riflessioni e preghiere durante l'Eucaristia
  3. Preghiere subito dopo la Comunione
  4. Ringraziamenti dopo la Comunione
  5. Comunione spirituale
5. Devozioni Eucaristiche
  1. Benedizione eucaristica
  2. Visita al Santissimo Sacramento
  3. Dopo delle negligenze e degli usi impropri del Sacramento
6. Devozioni durante l'anno liturgico
  1. Avvento
  2. Natale
  3. Quaresima e Settimana Santa
    1. Via crucis
7. Devozioni per la Pasqua
  1. Via lucis
8. Tipiche devozioni
  1. Devozioni alla Santa Trinità
  2. Preghiere per i morti
    1. Requiem

  3. Devozioni alla Beata Vergine Maria
  4. Devozioni a San Giuseppe
  5. Devozioni ai Santi Angeli
9. Litanie
  1. Litanie al Santissimo Nome di Gesù
  2. Litanie dei santi
  3. Litanie per la Chiesa
  4. Litanie della Vita Incarnata
10. Ora Santa